# Liga Națională de handbal feminin 2018-2019, echipele
Acest articol prezintă componența echipelor care participă în Liga Națională de handbal feminin 2018-2019. 
Pentru transferurile efectuate de aceste echipe, vedeți Liga Națională 2018-2019, transferuri.

### CS Minaur Baia Mare
Antrenor principal:  Costică Buceschi
Antrenor secund:  Magdalena Kovacs
| Nr. | Post            | Nume                  | Data nașterii (vârsta) | Înălțime | Selecții | Goluri | Echipă              |
| --- | --------------- | --------------------- | ---------------------- | -------- | -------- | ------ | ------------------- |
| 1   | Portar          | Cristina Enache       | 1 mai 1994             | 1,82 m   |          |        | CS Minaur Baia Mare |
| 4   | Pivot           | Iaroslava Burlacenko  | 14 mai 1992            | 1,79 m   |          |        | CS Minaur Baia Mare |
| 6   | Extremă stânga  | Petruța Argyelan      | 25 iunie 1999          | 1,65 m   |          |        | CS Minaur Baia Mare |
| 7   | Inter dreapta   | Helena Ryšánková      | 19 noiembrie 1992      | 1,75 m   |          |        | CS Minaur Baia Mare |
| 9   | Centru          | Cristina Andrița1)    | 5 septembrie 1994      | 1,81 m   |          |        | CS Minaur Baia Mare |
| 9   | Inter stânga    | Anca Polocoșer2)      | 1 mai 1997             | 1,80 m   |          |        | CS Minaur Baia Mare |
| 11  | Extremă stânga  | Oana Cîrstea          | 5 februarie 1989       | 1,72 m   |          |        | CS Minaur Baia Mare |
| 12  | Portar          | Andreea Năstasă       | 29 ianuarie 1998       | 1,70 m   |          |        | CS Minaur Baia Mare |
| 13  | Extremă dreapta | Andreea Lipară        | 13 iulie 1990          | 1,68 m   |          |        | CS Minaur Baia Mare |
| 17  | Extremă dreapta | Andreea Taivan        | 27 aprilie 1997        | 1,70 m   |          |        | CS Minaur Baia Mare |
| 22  | Centru          | Luciana Popescu       | 13 octombrie 1988      | 1,76 m   |          |        | CS Minaur Baia Mare |
| 30  | Extremă dreapta | Sonia Seraficeanu     | 25 iulie 1997          | 1,76 m   |          |        | CS Minaur Baia Mare |
| 31  | Inter stânga    | Sylwia Lisewska       | 31 mai 1986            | 1,84 m   |          |        | CS Minaur Baia Mare |
| 66  | Portar          | Adriana Medveďová     | 11 iulie 1992          | 1,84 m   |          |        | CS Minaur Baia Mare |
| 69  | Extremă stânga  | Alexandra Orșivschi   | 11 iulie 1994          | 1,72 m   |          |        | CS Minaur Baia Mare |
| 77  | Pivot           | Oana Bondar (căpitan) | 26 martie 1983         | 1,78 m   |          |        | CS Minaur Baia Mare |
| 98  | Inter dreapta   | Andreea Tecar         | 21 martie 1998         | 1,80 m   |          |        | CS Minaur Baia Mare |
| 99  | Inter stânga    | Marija Šteriova       | 19 martie 1991         | 1,79 m   |          |        | CS Minaur Baia Mare |

1) Contract reziliat în 24 septembrie 2018. Ulterior, s-a transferat la CSM Galați;
2) Transferată, pe 2 noiembrie 2018, de la CSM Roman;

### CS Gloria 2018 Bistrița Năsăud
Antrenor principal:  Horațiu Pașca
Antrenor secund:  Alexandru Radu Moldovan
| Nr. | Post            | Nume                    | Data nașterii (vârsta) | Înălțime | Selecții | Goluri | Echipă       |
| --- | --------------- | ----------------------- | ---------------------- | -------- | -------- | ------ | ------------ |
| 1   | Portar          | Ana Maria Măzăreanu     | 4 februarie 1993       | 1,80 m   |          |        | CSM Bistrița |
| 2   | Extremă stânga  | Nicoleta Dincă          | 2 august 1988          | 1,70 m   |          |        | CSM Bistrița |
| 3   | Extremă dreapta | Magdalena Paraschiv     | 11 august 1982         | 1,67 m   |          |        | CSM Bistrița |
| 4   | Centru          | Laura Pristăvița        | 20 iulie 1989          | 1,76 m   |          |        | CSM Bistrița |
| 5   | Inter stânga    | Szilvia Szabó           | 3 iulie 1996           |          |          |        | CSM Bistrița |
| 6   | Inter dreapta   | Almudena Rodríguez      | 9 noiembrie 1993       | 1,75 m   |          |        | CSM Bistrița |
| 10  | Extremă dreapta | Andreea Bărbos          | 30 noiembrie 1992      | 1,70 m   |          |        | CSM Bistrița |
| 12  | Portar          | Lia Sântămărean         | 19 martie 1988         | 1,74 m   |          |        | CSM Bistrița |
| 14  | Pivot           | Denisa Giurgică         | 9 decembrie 1990       |          |          |        | CSM Bistrița |
| 15  | Extremă stânga  | Valentina Ardean-Elisei | 5 iunie 1982           | 1,71 m   |          |        | CSM Bistrița |
| 17  | Inter stânga    | Teodora Bloj            | 31 ianuarie 1986       | 1,80 m   |          |        | CSM Bistrița |
| 18  | Centru          | Daniela Todor1)         | 18 noiembrie 1988      | 1,79 m   |          |        | CSM Bistrița |
| 20  | Inter dreapta   | Oana Țiplea2)           | 3 mai 1981             | 1,77 m   |          |        | CSM Bistrița |
| 24  | Pivot           | Daniela Rațiu           | 14 septembrie 1988     | 1,73 m   |          |        | CSM Bistrița |
| 25  | Centru          | Andreea Tetean          | 25 februarie 1989      | 1,76 m   |          |        | CSM Bistrița |
| 88  | Pivot           | Paula García Ávila      | 24 martie 1992         | 1,80 m   |          |        | CSM Bistrița |
| 94  | Portar          | Ana Maria Inculeț       | 21 octombrie 1994      | 1,82 m   |          |        | CSM Bistrița |
| 96  | Extremă stânga  | Bianca Zegrean          | 23 august 1997         | 1,66 m   |          |        | CSM Bistrița |
| 99  | Extremă stânga  | Ghiulgian Adin          | 17 octombrie 1999      |          |          |        | CSM Bistrița |

1) Transferată, pe 3 noiembrie 2018, de la CSM Roman;
2) Transferată, în ianuarie 2019, la CS Măgura Cisnădie;

### Corona Brașov
Antrenor principal:  Ion Crăciun
Antrenor secund:  Anton Gică
| Nr. | Post            | Nume                   | Data nașterii (vârsta) | Înălțime | Selecții | Goluri | Echipă                 |
| --- | --------------- | ---------------------- | ---------------------- | -------- | -------- | ------ | ---------------------- |
| 1   | Portar          | Daciana Hosu           | 16 ianuarie 1998       | 1,82 m   |          |        | ASC Corona 2010 Brașov |
| 3   | Pivot           | Georgiana Ciuciulete   | 23 aprilie 1987        | 1,75 m   |          |        | ASC Corona 2010 Brasov |
| 5   | Inter stânga    | Bianca Tiron           | 31 mai 1995            | 1,81 m   |          |        | ASC Corona 2010 Brașov |
| 7   | Centru          | Eliza Buceschi         | 1 august 1993          | 1,77 m   |          |        | ASC Corona 2010 Brașov |
| 8   | Extremă dreapta | Laura Chiper (căpitan) | 21 august 1989         | 1,73 m   |          |        | ASC Corona 2010 Brașov |
| 10  | Inter stânga    | Andreea Pătuleanu      | 9 iulie 1992           | 1,78 m   |          |        | ASC Corona 2010 Brașov |
| 13  | Extremă stânga  | Cristina Crețu4)       | 13 ianuarie 1998       | 1,75 m   |          |        | ASC Corona 2010 Brașov |
| 14  | Extremă dreapta | Marilena Neagu         | 27 octombrie 1989      | 1,70 m   |          |        | ASC Corona 2010 Brașov |
| 18  | Pivot           | Raluca Agrigoroaie3)   | 19 iulie 1983          | 1,74 m   |          |        | ASC Corona 2010 Brașov |
| 19  | Pivot           | Ekaterina Vetkova      | 1 august 1986          | 1,82 m   |          |        | ASC Corona 2010 Brașov |
| 27  | Extremă stânga  | Andreea Chiricuță      | 27 februarie 1994      | 1,66 m   |          |        | ASC Corona 2010 Brașov |
| 33  | Extremă stânga  | Ana Maria Lopătaru     | 3 octombrie 1999       | 1,70 m   |          |        | ASC Corona 2010 Brașov |
| 55  | Inter stânga    | Larisa Tămaș           | 16 mai 1994            | 1,76 m   |          |        | ASC Corona 2010 Brașov |
| 79  | Inter dreapta   | Marina Dmitrović       | 23 martie 1985         | 1,82 m   |          |        | ASC Corona 2010 Brașov |
| 81  | Inter dreapta   | Daria Bucur            | 11 iulie 1999          | 1,81 m   |          |        | ASC Corona 2010 Brașov |
| 84  | Portar          | Dragica Tatalović1)    | 26 noiembrie 1984      | 1,79 m   |          |        | ASC Corona 2010 Brașov |
| 84  | Portar          | Viktoria Timoșenkova2) | 4 noiembrie 1983       | 1,83 m   |          |        | ASC Corona 2010 Brașov |
| 90  | Portar          | Diana Popescu          | 27 martie 1990         | 1,80 m   |          |        | ASC Corona 2010 Brașov |
| 96  | Pivot           | Ana Ciolan             | 29 septembrie 1992     | 1,79 m   |          |        | ASC Corona 2010 Brașov |
| 99  | Inter stânga    | Sorina Tîrcă           | 27 mai 1999            | 1,75 m   |          |        | ASC Corona 2010 Brașov |
|     | Extremă dreapta | Ana Maria Berbece5)    | 23 iulie 1999          | 1,73 m   |          |        | HC Dunărea Brăila      |

1) Contract reziliat în ianuarie 2019;
2) Transferată, pe 14 ianuarie 2019, de la CSM Roman;
3) Transferată, pe 15 ianuarie 2019, de la CSM Roman;
4) Împrumutată, în ianuarie 2019, la CS Dinamo București;
5) Transferată, în februarie 2019, de la HC Dunărea Brăila;

### HC Dunărea Brăila
Antrenor principal:  Aurelian Roșca (din 29 octombrie 2018)
Antrenor principal:  Sorinel Meca (din 24 octombrie 2018, până pe 29 octombrie 2018)
Antrenor principal:  Dumitru Berbece (din 4 iunie 2018, până pe 24 octombrie 2018)
Antrenor secund:  Sorinel Meca
| Nr. | Post            | Nume                 | Data nașterii (vârsta) | Înălțime | Selecții | Goluri | Echipă            |
| --- | --------------- | -------------------- | ---------------------- | -------- | -------- | ------ | ----------------- |
| 1   | Portar          | Marina Razum         | 25 februarie 1992      | 1,80 m   |          |        | HC Dunărea Brăila |
| 3   | Inter dreapta   | Cristina Gheorghe    | 24 aprilie 1986        | 1,82 m   |          |        | HC Dunărea Brăila |
| 4   | Extremă dreapta | Ana Maria Berescu    | 4 octombrie 1985       | 1,68 m   |          |        | HC Dunărea Brăila |
| 7   | Extremă dreapta | Cătălina Preda       | 16 ianuarie 1991       | 1,74 m   |          |        | HC Dunărea Brăila |
| 8   | Extremă dreapta | Ana Maria Berbece2)  | 23 iulie 1999          | 1,73 m   |          |        | HC Dunărea Brăila |
| 10  | Inter stânga    | Diana Munteanu       | 1 mai 1987             | 1,89 m   |          |        | HC Dunărea Brăila |
| 11  | Inter stânga    | Nataša Krnić         | 7 august 1987          | 1,83 m   |          |        | HC Dunărea Brăila |
| 13  | Pivot           | Nicoleta Safta       | 17 noiembrie 1994      | 1,76 m   |          |        | HC Dunărea Brăila |
| 15  | Centru          | Diana Axinte         | 16 ianuarie 1996       | 1,67 m   |          |        | HC Dunărea Brăila |
| 20  | Extremă dreapta | Iasmina Ichim        | 11 noiembrie 2001      |          |          |        | HC Dunărea Brăila |
| 21  | Extremă stânga  | Carmina Manea1)      | 5 aprilie 1989         | 1,68 m   |          |        | HC Dunărea Brăila |
| 23  | Pivot           | Irina Burtea         | 5 martie 1983          | 1,80 m   |          |        | HC Dunărea Brăila |
| 24  | Centru          | Elena Dache          | 24 martie 1997         | 1,74 m   |          |        | HC Dunărea Brăila |
| 26  | Inter stânga    | Nicoleta Tudor       | 26 noiembrie 1988      | 1,83 m   |          |        | HC Dunărea Brăila |
| 28  | Extremă stânga  | Alina Vătu (căpitan) | 15 octombrie 1989      | 1,66 m   |          |        | HC Dunărea Brăila |
| 82  | Portar          | Gabriela Dobre       | 2 februarie 1982       | 1,71 m   |          |        | HC Dunărea Brăila |
| 98  | Extremă stânga  | Ștefania Epureanu    | 10 noiembrie 1998      | 1,70 m   |          |        | HC Dunărea Brăila |
|     | Portar          | Anamaria Micu        | 15 august 2000         | 1,77 m   |          |        | HC Dunărea Brăila |
|     | Extremă dreapta | Gabriela Vrabie      |                        | 1,72 m   |          |        | HC Dunărea Brăila |
|     | Pivot           | Mirabela Coteț       |                        | 1,75 m   |          |        | HC Dunărea Brăila |

1) Transferată, în noiembrie 2018, de la CSM Roman;
2) Transferată, în februarie 2019, la Corona Brașov;

### CSM București
Antrenor principal:  Dragan Đukić (din 18 octombrie 2018)
Antrenor principal:  Magnus Johansson (din 6 iulie 2018, până pe 17 octombrie 2018)
Antrenor secund:  Adrian Vasile
Antrenor cu portarii:  Mihaela Ciobanu
| Nr. | Post                  | Nume                     | Data nașterii (vârsta) | Înălțime | Selecții | Goluri | Echipă        |
| --- | --------------------- | ------------------------ | ---------------------- | -------- | -------- | ------ | ------------- |
| 1   | Portar                | Mădălina Ion             | 23 februarie 1996      | 1,79 m   |          |        | CSM București |
| 2   | Extremă/Inter dreapta | Aneta Udriștioiu         | 22 iunie 1989          | 1,68 m   |          |        | CSM București |
| 5   | Extremă stânga        | Iulia Curea (căpitan)    | 8 aprilie 1982         | 1,72 m   |          |        | CSM București |
| 7   | Centru                | Andrea Lekić             | 6 septembrie 1987      | 1,78 m   |          |        | CSM București |
| 8   | Inter stânga          | Cristina Neagu           | 26 august 1988         | 1,80 m   |          |        | CSM București |
| 9   | Inter stânga          | Sabina Jacobsen          | 24 martie 1989         | 1,81 m   |          |        | CSM București |
| 14  | Inter stânga          | Bianca Bazaliu           | 30 iulie 1997          | 1,81 m   |          |        | CSM București |
| 15  | Inter dreapta         | Barbara Lazović          | 4 ianuarie 1988        | 1,83 m   |          |        | CSM București |
| 17  | Centru                | Elizabeth Omoregie       | 29 decembrie 1996      | 1,78 m   |          |        | CSM București |
| 19  | Extremă stânga        | Bianca Marin             | 30 octombrie 1999      | 1,68 m   |          |        | CSM București |
| 20  | Inter stânga          | Claudia Constantinescu1) | 18 iunie 1994          | 1,78 m   |          |        | CSM București |
| 22  | Pivot                 | Oana Manea               | 18 aprilie 1985        | 1,76 m   |          |        | CSM București |
| 24  | Extremă/Inter dreapta | Amanda Kurtović          | 25 iulie 1991          | 1,75 m   |          |        | CSM București |
| 30  | Portar                | Paula Ungureanu          | 30 martie 1980         | 1,80 m   |          |        | CSM București |
| 37  | Extremă dreapta       | Nathalie Hagman          | 19 iulie 1991          | 1,67 m   |          |        | CSM București |
| 44  | Extremă dreapta       | Jovanka Radičević        | 23 octombrie 1986      | 1,78 m   |          |        | CSM București |
| 72  | Pivot                 | Dragana Cvijić           | 15 martie 1990         | 1,85 m   |          |        | CSM București |
| 77  | Extremă stânga        | Majda Mehmedović         | 25 mai 1990            | 1,69 m   |          |        | CSM București |
| 87  | Portar                | Jelena Grubišić          | 20 ianuarie 1987       | 1,84 m   |          |        | CSM București |

1) Transferată, pe 21 ianuarie 2019, de la HC Zalău;

### SCM Gloria Buzău
Antrenor principal:  Romeo Ilie (din ianuarie 2019)
Antrenor principal:  Dumitru Muși (din 17 iulie 2018, până în ianuarie 2019)
Antrenor secund:  Radu Bogdan (din ianuarie 2019)
Antrenor secund:  Romeo Ilie (din 17 iulie 2018, până în ianuarie 2019)
| Nr. | Post            | Nume                  | Data nașterii (vârsta) | Înălțime | Selecții | Goluri | Echipă           |
| --- | --------------- | --------------------- | ---------------------- | -------- | -------- | ------ | ---------------- |
| 1   | Portar          | Ana Maria Mîrcă5)     | 3 februarie 1984       | 1,77 m   |          |        | SCM Gloria Buzău |
| 3   | Extremă dreapta | Ana Maria Simion1)    | 5 octombrie 1988       | 1,68 m   |          |        | SCM Gloria Buzău |
| 4   | Extremă dreapta | Mădălina Predoi       | 4 ianuarie 1992        | 1,69 m   |          |        | SCM Gloria Buzău |
| 6   | Pivot           | Alexandra Subțirică2) | 8 decembrie 1987       | 1,70 m   |          |        | SCM Gloria Buzău |
| 7   | Pivot           | Cristiana Ciuplea     | 10 decembrie 1987      | 1,68 m   |          |        | SCM Gloria Buzău |
| 8   | Inter stânga    | Cristina Strahan      | 24 iunie 1992          | 1,78 m   |          |        | SCM Gloria Buzău |
| 11  | Pivot           | Ionela Goran3)        | 18 august 1977         | 1,78 m   |          |        | SCM Gloria Buzău |
| 12  | Portar          | Alina Iordache        | 22 martie 1982         | 1,77 m   |          |        | SCM Gloria Buzău |
| 14  | Extremă stânga  | Diana Predoi          | 11 mai 1995            | 1,72 m   |          |        | SCM Gloria Buzău |
| 17  | Centru          | Carmen Stoleru1)      | 11 octombrie 1986      | 1,73 m   |          |        | SCM Gloria Buzău |
| 18  | Pivot           | Cristina Nan          | 19 mai 1990            | 1,78 m   |          |        | SCM Gloria Buzău |
| 20  | Centru          | Alexandra Banciu      | 20 martie 1998         | 1,81 m   |          |        | SCM Gloria Buzău |
| 21  | Centru          | Diana Ilina           | 4 ianuarie 1996        | 1,74 m   |          |        | SCM Gloria Buzău |
| 22  | Extremă stânga  | Roxana Tabarcea       | 11 aprilie 1994        | 1,72 m   |          |        | SCM Gloria Buzău |
| 23  | Inter stânga    | Marinela Gherman6)    | 28 martie 1985         | 1,80 m   |          |        | SCM Gloria Buzău |
| 27  | Inter stânga    | Natalia Viniukova     | 27 martie 1989         | 1,78 m   |          |        | SCM Gloria Buzău |
| 31  | Inter dreapta   | Iulia Havronina4)     | 20 mai 1992            | 1,86 m   |          |        | SCM Gloria Buzău |
| 66  | Inter dreapta   | Andreea Mărginean     | 17 ianuarie 1990       | 1,85 m   |          |        | SCM Gloria Buzău |
| 77  | Extremă stânga  | Laura Leahu           | 1 august 1991          | 1,73 m   |          |        | SCM Gloria Buzău |
| 92  | Portar          | Mădălina Pușcaș       | 12 noiembrie 1992      | 1,74 m   |          |        | SCM Gloria Buzău |
| 96  | Inter dreapta   | Alina Ilie            | 13 mai 1996            | 1,77 m   |          |        | SCM Gloria Buzău |
| 99  | Inter stânga    | Marija Gedroit        | 21 noiembrie 1986      | 1,80 m   |          |        | SCM Gloria Buzău |
|     | Inter stânga    | Marijeta Vidak        | 14 august 1992         | 1,79 m   |          |        | SCM Gloria Buzău |

1) Transferate, pe 5 noiembrie 2018, de la CSM Roman;
2) Transferată, în octombrie 2018, de la CS Măgura Cisnădie;
3) Contract reziliat în octombrie 2018. Ulterior, s-a transferat la CS Măgura Cisnădie;
4) Transferată, în noiembrie 2018, de la CSM Roman;
5) Transferată, în ianuarie 2019, de la CSM Roman;
6) Transferată, în ianuarie 2019, la US Altkirch;

### CS Măgura Cisnădie
Antrenor principal:  Alexandru Weber
Antrenor secund:  Bogdan Nițu
| Nr. | Post            | Nume                  | Data nașterii (vârsta) | Înălțime | Selecții | Goluri | Echipă             |
| --- | --------------- | --------------------- | ---------------------- | -------- | -------- | ------ | ------------------ |
| 1   | Portar          | Gabriela Moreschi     | 8 iulie 1994           | 1,90 m   |          |        | CS Măgura Cisnădie |
| 7   | Extremă stânga  | Iulia Matei           | 31 decembrie 1997      | 1,68 m   |          |        | CS Măgura Cisnădie |
| 9   | Inter dreapta   | Jasna Boljević        | 16 martie 1989         | 1,89 m   |          |        | CS Măgura Cisnădie |
| 10  | Inter dreapta   | Oana Țiplea5)         | 3 mai 1981             | 1,77 m   |          |        | CS Măgura Cisnădie |
| 11  | Pivot           | Ionela Goran2),4)     | 18 august 1977         | 1,78 m   |          |        | CS Măgura Cisnădie |
| 11  | Pivot           | Ionela Simion6)       | 2 martie 1986          | 1,75 m   |          |        | CS Măgura Cisnădie |
| 13  | Extremă stânga  | Paula Hoha            | 31 martie 1990         | 1,75 m   |          |        | CS Măgura Cisnădie |
| 14  | Inter stânga    | Ada Moldovan          | 15 noiembrie 1983      | 1,75 m   |          |        | CS Măgura Cisnădie |
| 16  | Portar          | Elena Voicu           | 28 aprilie 1990        | 1,78 m   |          |        | CS Măgura Cisnădie |
| 20  | Extremă stânga  | Larissa Araújo        | 1 iulie 1992           | 1,81 m   |          |        | CS Măgura Cisnădie |
| 25  | Pivot           | Cynthia Tomescu       | 30 iulie 1991          | 1,80 m   |          |        | CS Măgura Cisnădie |
| 77  | Centru          | Paula Chirilă         | 7 februarie 1991       | 1,75 m   |          |        | CS Măgura Cisnădie |
| 80  | Centru          | Roxana Gatzel         | 28 mai 1980            | 1,71 m   |          |        | CS Măgura Cisnădie |
| 81  | Inter dreapta   | Deonise Fachinello3)  | 20 iunie 1983          | 1,80 m   |          |        | CS Măgura Cisnădie |
| 23  | Pivot           | Alexandra Subțirică1) | 8 decembrie 1987       | 1,70 m   |          |        | CS Măgura Cisnădie |
| 88  | Extremă dreapta | Mariana Costa3)       | 14 octombrie 1992      | 1,66 m   |          |        | CS Măgura Cisnădie |
| 89  | Portar          | Cristina Popovici7)   | 19 octombrie 1989      | 1,76 m   |          |        | CS Măgura Cisnădie |
| 94  | Extremă dreapta | Larissa Inae Da Silva | 4 aprilie 1994         | 1,69 m   |          |        | CS Măgura Cisnădie |
| 99  | Pivot           | Oana Apetrei          | 13 noiembrie 1985      | 1,75 m   |          |        | CS Măgura Cisnădie |
|     | Extremă dreapta | Mălina Petrescu8)     | 15 iulie 2002          |          |          |        | CS Măgura Cisnădie |
|     | Extremă stânga  | Denisa Iuga           | 5 decembrie 1999       |          |          |        | CS Măgura Cisnădie |

1) Contract reziliat în octombrie 2018. Ulterior, s-a transferat la SCM Gloria Buzău;
2) Transferată, în octombrie 2018, de la SCM Gloria Buzău;
3) Transferate, în decembrie 2018, la SCM Craiova;
4) Până în decembrie 2018, când s-a retras din activitate;
5) Transferată, în ianuarie 2019, de la CS Gloria 2018 Bistrița Năsăud;
6) Transferată, în ianuarie 2019, de la CSM Roman;
7) Transferată, în ianuarie 2019, la CSM Târgu Mureș;
8) Transferată, în februarie 2019, de la CS Chimia Râmnicu Vâlcea;

### Universitatea Cluj
Antrenor principal:  Alin Bondar
Antrenor secund:
| Nr. | Post            | Nume                 | Data nașterii (vârsta) | Înălțime | Selecții | Goluri | Echipă   |
| --- | --------------- | -------------------- | ---------------------- | -------- | -------- | ------ | -------- |
| 6   | Extremă stânga  | Abigail Vălean       | 14 februarie 1994      | 1,71 m   |          |        | „U” Cluj |
| 7   | Extremă stânga  | Alexandra Dindiligan | 16 februarie 1997      | 1,69 m   |          |        | „U” Cluj |
| 9   | Inter stânga    | Réka Tamás           | 17 mai 1993            | 1,81 m   |          |        | „U” Cluj |
| 11  | Inter stânga    | Sonia Vasiliu        | 11 ianuarie 1996       | 1,82 m   |          |        | „U” Cluj |
| 12  | Portar          | Ionica Munteanu      | 7 ianuarie 1979        | 1,74 m   |          |        | „U” Cluj |
| 13  | Inter dreapta   | Miruna Pica          | 2 septembrie 2001      | 1,84 m   |          |        | „U” Cluj |
| 16  | Portar          | Alexandra Prodan     | 11 iunie 1996          |          |          |        | „U” Cluj |
| 17  | Inter stânga    | Raluca Petruș        | 26 decembrie 1998      | 1,80 m   |          |        | „U” Cluj |
| 19  | Inter dreapta   | Diana Lazăr          | 24 august 1991         | 1,78 m   |          |        | „U” Cluj |
| 25  | Centru          | Mihaela Ani-Senocico | 14 decembrie 1981      | 1,74 m   |          |        | „U” Cluj |
| 26  | Portar          | Viorica Țăgean       | 3 mai 1989             | 1,82 m   |          |        | „U” Cluj |
| 29  | Inter dreapta   | Laura Popa           | 29 iunie 1994          | 1,81 m   |          |        | „U” Cluj |
| 30  | Extremă dreapta | Cristina Boian       | 28 aprilie 1994        | 1,64 m   |          |        | „U” Cluj |
| 47  | Centru          | Martina Ćorković     | 4 iulie 1993           | 1,71 m   |          |        | „U” Cluj |
| 75  | Pivot           | Aleksandra Stokłosa  | 16 aprilie 1999        | 1,71 m   |          |        | „U” Cluj |
| 79  | Extremă dreapta | Andra Moroianu       | 15 septembrie 2000     | 1,72 m   |          |        | „U” Cluj |

### SCM Craiova
Antrenor principal:  Bogdan Burcea
Antrenor secund:  Costin Dumitrescu
Antrenor secund:  Grigore Albici
| Nr. | Post            | Nume                      | Data nașterii (vârsta) | Înălțime | Selecții | Goluri | Echipă      |
| --- | --------------- | ------------------------- | ---------------------- | -------- | -------- | ------ | ----------- |
| 1   | Portar          | Ekaterina Djukeva         | 8 mai 1988             | 1,85 m   |          |        | SCM Craiova |
| 2   | Centru          | Andreea Ianași            | 2 decembrie 1992       | 1,70 m   |          |        | SCM Craiova |
| 5   | Inter stânga    | Jelena Trifunović         | 4 august 1991          | 1,79 m   |          |        | SCM Craiova |
| 6   | Extremă stânga  | Carmen Șelaru             | 24 septembrie 1991     | 1,70 m   |          |        | SCM Craiova |
| 7   | Extremă stânga  | Alexandra Colac           | 19 ianuarie 1998       | 1,69 m   |          |        | SCM Craiova |
| 8   | Inter stânga    | Valentina Ion2)           | 4 mai 2002             | 1,75 m   |          |        | SCM Craiova |
| 9   | Extremă stânga  | Ana Maria Tănasie         | 6 aprilie 1995         | 1,73 m   |          |        | SCM Craiova |
| 11  | Centru          | Ana Maria Țicu            | 23 februarie 1992      | 1,68 m   |          |        | SCM Craiova |
| 12  | Portar          | Bianca Curmenț            | 12 iunie 1997          | 1,81 m   |          |        | SCM Craiova |
| 14  | Extremă dreapta | Željka Nikolić            | 12 iulie 1991          | 1,64 m   |          |        | SCM Craiova |
| 15  | Pivot           | Andrea Šerić              | 3 august 1985          | 1,84 m   |          |        | SCM Craiova |
| 16  | Portar          | Florentina Stanciu        | 28 iulie 1982          | 1,84 m   |          |        | SCM Craiova |
| 18  | Inter dreapta   | Elena Gjeorgjievska       | 27 martie 1990         | 1,79 m   |          |        | SCM Craiova |
| 23  | Pivot           | Timea Tătar               | 28 iulie 1989          | 1,71 m   |          |        | SCM Craiova |
| 55  | Centru          | Lorena Stoican            | 29 iulie 1998          | 1,74 m   |          |        | SCM Craiova |
| 77  | Extremă stânga  | Roxana Stanciu3)          | 17 martie 1997         |          |          |        | SCM Craiova |
| 81  | Inter dreapta   | Deonise Fachinello1)      | 20 iunie 1983          | 1,80 m   |          |        | SCM Craiova |
| 88  | Inter dreapta   | Patricia Vizitiu          | 15 octombrie 1988      | 1,75 m   |          |        | SCM Craiova |
| 89  | Inter stânga    | Cristina Zamfir (căpitan) | 29 septembrie 1989     | 1,83 m   |          |        | SCM Craiova |
| 92  | Extremă dreapta | Mariana Costa1)           | 14 octombrie 1992      | 1,66 m   |          |        | SCM Craiova |

1) Transferate, în decembrie 2018, de la CS Măgura Cisnădie;
2) Transferată, în decembrie 2018, de la HCM Craiova;
3) Transferată, în ianuarie 2019, de la CSA Steaua București;

### CSM Galați
Antrenor principal:  Alexandrina Soare (din 22 februarie 2019)
Antrenor principal:  Valeriu Costea (până pe 22 februarie 2019)
Antrenor secund:
| Nr. | Post            | Nume               | Data nașterii (vârsta) | Înălțime | Selecții | Goluri | Echipă     |
| --- | --------------- | ------------------ | ---------------------- | -------- | -------- | ------ | ---------- |
| 1   | Portar          | Elena Șerban       | 15 octombrie 1994      | 1,78 m   |          |        | CSM Galați |
| 3   | Extremă dreapta | Cristina Clisu     | 21 ianuarie 1987       |          |          |        | CSM Galați |
| 5   | Inter dreapta   | Cristina Marcu     | 12 aprilie 1995        |          |          |        | CSM Galați |
| 8   | Extremă stânga  | Denisa Șelever     | 23 septembrie 1996     |          |          |        | CSM Galați |
| 9   | Centru          | Cristina Andrița1) | 5 septembrie 1994      | 1,81 m   |          |        | CSM Galați |
| 10  | Centru          | Daciana Balaban    | 17 aprilie 1984        | 1,69 m   |          |        | CSM Galați |
| 11  | Extremă dreapta | Cătălina Cioaric   | 11 februarie 1982      | 1,76 m   |          |        | CSM Galați |
| 12  | Portar          | Emilia Anghel      | 6 ianuarie 1994        |          |          |        | CSM Galați |
| 13  | Extremă stânga  | Lăcrămioara Cîlici | 16 august 1990         | 1,69 m   |          |        | CSM Galați |
| 14  | Centru          | Alla Șeiko         | 13 martie 1988         | 1,76 m   |          |        | CSM Galați |
| 16  | Portar          | Roxana Caragea     | 30 ianuarie 1992       |          |          |        | CSM Galați |
| 18  | Extremă stânga  | Iulia Stroia       | 16 februarie 1989      | 1,75 m   |          |        | CSM Galați |
| 22  | Pivot           | Raluca Tănasă      | 21 iulie 2000          | 1,76 m   |          |        | CSM Galați |
| 23  | Pivot           | Mădălina Conache   | 11 februarie 1994      | 1,74 m   |          |        | CSM Galați |
| 26  | Inter dreapta   | Ana Maria Gogu     | 26 ianuarie 2000       |          |          |        | CSM Galați |
| 55  | Centru          | Elena Livrinikj    | 16 noiembrie 1992      | 1,81 m   |          |        | CSM Galați |
| 88  | Pivot           | Tamara Bokarić     | 14 februarie 1990      | 1,74 m   |          |        | CSM Galați |

1) Din 10 octombrie 2018. Venită, liberă de contract, anterior componentă a CS Minaur Baia Mare;

### SCM Râmnicu Vâlcea
Antrenor principal:  Florentin Pera
Antrenor secund:  Mia Rădoi
Antrenor cu portarii  Ildiko Barbu
| Nr. | Post                | Nume                   | Data nașterii (vârsta) | Înălțime | Selecții | Goluri | Echipă             |
| --- | ------------------- | ---------------------- | ---------------------- | -------- | -------- | ------ | ------------------ |
| 2   | Inter stânga        | Samara Da Silva Vieira | 7 octombrie 1991       | 1,84 m   |          |        | SCM Râmnicu Vâlcea |
| 6   | Centru              | Alexandra Gavrilă      | 16 iunie 1995          | 1,71 m   |          |        | SCM Râmnicu Vâlcea |
| 7   | Extremă stânga      | Ana Maria Popa         | 25 februarie 1990      | 1,75 m   |          |        | SCM Râmnicu Vâlcea |
| 8   | Pivot               | Florentina Craiu       | 24 ianuarie 1996       | 1,70 m   |          |        | SCM Râmnicu Vâlcea |
| 9   | Pivot               | Raluca Băcăoanu        | 2 mai 1989             | 1,77 m   |          |        | SCM Râmnicu Vâlcea |
| 10  | Centru              | Andreea Adespii        | 9 mai 1990             | 1,78 m   |          |        | SCM Râmnicu Vâlcea |
| 12  | Portar              | Diana Ciucă            | 1 iunie 2000           | 1,80 m   |          |        | SCM Râmnicu Vâlcea |
| 17  | Extremă dreapta     | Marta López            | 4 februarie 1990       | 1,68 m   |          |        | SCM Râmnicu Vâlcea |
| 20  | Portar              | Iulia Dumanska         | 15 august 1996         | 1,72 m   |          |        | SCM Râmnicu Vâlcea |
| 21  | Portar              | Petra Blazek (căpitan) | 15 iunie 1987          | 1,82 m   |          |        | SCM Râmnicu Vâlcea |
| 22  | Extremă stânga      | Cristina Florica       | 11 mai 1992            | 1,62 m   |          |        | SCM Râmnicu Vâlcea |
| 23  | Centru/Inter stânga | Irina Glibko           | 18 februarie 1990      | 1,70 m   |          |        | SCM Râmnicu Vâlcea |
| 24  | Inter stânga        | Ines Khouildi          | 11 martie 1985         | 1,83 m   |          |        | SCM Râmnicu Vâlcea |
| 27  | Centru              | Alicia Fernández       | 21 decembrie 1992      | 1,72 m   |          |        | SCM Râmnicu Vâlcea |
| 28  | Inter dreapta       | Natalia Vasilevskaia   | 23 februarie 1991      | 1,73 m   |          |        | SCM Râmnicu Vâlcea |
| 77  | Extremă dreapta     | Alexandra Badea        | 22 mai 1998            | 1,75 m   |          |        | SCM Râmnicu Vâlcea |
| 83  | Pivot               | Marija Petrović        | 18 martie 1994         | 1,85 m   |          |        | SCM Râmnicu Vâlcea |
| 99  | Centru              | Andreea Pricopi        | 20 februarie 1994      | 1,75 m   |          |        | SCM Râmnicu Vâlcea |

### CSM Roman
Pe 31 octombrie 2018, primăria municipiului Roman a anunțat retragerea echipei din Liga Națională, confirmând o decizie din 30 octombrie 2018 a Consiliului de Administrație al CSM Roman. În consecință, „contractele sportivilor și echipei tehnice [...] încetează conform regulamentelor [...], jucătoarele putând să se transfere la alte echipe”.
Antrenor principal:  Dragoș Dobrescu (din 18 septembrie 2018, până pe 30 octombrie)
Antrenor principal:  Viorel Lazăr (din 11 septembrie 2018, până pe 18 septembrie 2018)
Antrenor principal:  Cornel Bădulescu (până pe 11 septembrie 2018)
Antrenor secund:  Viorel Lazăr
| Nr. | Post            | Nume                       | Data nașterii (vârsta) | Înălțime | Selecții | Goluri | Echipă    |
| --- | --------------- | -------------------------- | ---------------------- | -------- | -------- | ------ | --------- |
| 7   | Extremă dreapta | Ana Maria Simion3)         | 5 octombrie 1988       | 1,68 m   |          |        | CSM Roman |
| 9   | Extremă dreapta | Oana Chitacu6)             | 12 august 1986         | 1,68 m   |          |        | CSM Roman |
| 12  | Portar          | Ana Maria Mîrcă9)          | 3 februarie 1984       | 1,77 m   |          |        | CSM Roman |
| 15  | Extremă stânga  | Alina Gheorghe             | 1 aprilie 1995         |          |          |        | CSM Roman |
| 16  | Portar          | Victoria Timoșenkova10)    | 4 noiembrie 1983       | 1,83 m   |          |        | CSM Roman |
| 17  | Centru          | Carmen Stoleru (căpitan)3) | 11 octombrie 1986      | 1,73 m   |          |        | CSM Roman |
| 18  | Pivot           | Raluca Agrigoroaie11)      | 19 iulie 1983          | 1,74 m   |          |        | CSM Roman |
| 20  | Centru          | Daniela Corban4)           | 5 februarie 1996       | 1,68 m   |          |        | CSM Roman |
| 21  | Extremă stânga  | Carmina Manea7)            | 5 aprilie 1989         | 1,68 m   |          |        | CSM Roman |
| 27  | Centru          | Daniela Todor2)            | 18 noiembrie 1988      | 1,79 m   |          |        | CSM Roman |
| 28  | Inter dreapta   | Iulia Havronina5)          | 20 mai 1992            | 1,86 m   |          |        | CSM Roman |
| 29  | Pivot           | Roxana Cîrjan              | 28 septembrie 1994     | 1,73 m   |          |        | CSM Roman |
| 47  | Centru          | Roxana Ureniuc             | 11 decembrie 1999      |          |          |        | CSM Roman |
| 55  | Pivot           | Ionela Simion8)            | 2 martie 1986          | 1,75 m   |          |        | CSM Roman |
| 92  | Inter stânga    | Irina Ivan12)              | 6 martie 1992          | 1,85 m   |          |        | CSM Roman |
| 93  | Portar          | Monica Rusu                | 26 mai 1994            | 1,80 m   |          |        | CSM Roman |
| 99  | Inter stânga    | Anca Polocoșer1)           | 1 mai 1997             | 1,80 m   |          |        | CSM Roman |

1) Transferată, pe 2 noiembrie 2018, la CS Minaur Baia Mare;
2) Transferată, pe 3 noiembrie 2018, la CS Gloria 2018 Bistrița;
3) Transferate, pe 5 noiembrie 2018, la SCM Gloria Buzău;
4) Transferată, pe 8 noiembrie 2018, la HC Zalău;
5) Transferată, în noiembrie 2018, la SCM Gloria Buzău;
6) Transferată, în noiembrie 2018, la CSM Slatina;
7) Transferată, în noiembrie 2018, la HC Dunărea Brăila;
8) Transferată, în ianuarie 2019, la CS Măgura Cisnădie;
9) Transferată, în ianuarie 2019, la SCM Gloria Buzău;
10) Transferată, pe 14 ianuarie 2019, la Corona Brașov;
11) Transferată, pe 15 ianuarie 2019, la Corona Brașov;
12) Transferată, în noiembrie 2018, la Havre HAC;

### CSM Slatina
Antrenor principal:  Victorina Bora
Antrenor secund:  Iulian Perpelea
| Nr. | Post                | Nume                 | Data nașterii (vârsta) | Înălțime | Selecții | Goluri | Echipă      |
| --- | ------------------- | -------------------- | ---------------------- | -------- | -------- | ------ | ----------- |
| 3   | Centru              | Adina Cîrligeanu     | 11 martie 1991         | 1,80 m   |          |        | CSM Slatina |
| 6   | Centru              | Geanina Drăghici     | 8 februarie 1989       |          |          |        | CSM Slatina |
| 7   | Extremă stânga      | Diana Constantinescu | 13 februarie 1992      |          |          |        | CSM Slatina |
| 8   | Inter stânga        | Raluca Dăscălete     | 8 ianuarie 1992        |          |          |        | CSM Slatina |
| 9   | Pivot               | Elena Fulgoi         | 1 octombrie 1999       |          |          |        | CSM Slatina |
| 12  | Portar              | Sara Abed-Kader      | 30 august 1997         | 1,75 m   |          |        | CSM Slatina |
| 14  | Extremă dreapta     | Ana Maria Chirigiu   | 22 decembrie 1988      |          |          |        | CSM Slatina |
| 15  | Extremă stânga      | Hermina Stoicănescu  | 17 decembrie 1996      | 1,68 m   |          |        | CSM Slatina |
| 16  | Portar              | Elena Nagy           | 21 ianuarie 1998       |          |          |        | CSM Slatina |
| 17  | Inter stânga        | Alexandra Andrei1)   | 17 aprilie 1991        | 1,73 m   |          |        | CSM Slatina |
| 20  | Extremă dreapta     | Oana Chitacu2)       | 12 august 1986         | 1,68 m   |          |        | CSM Slatina |
| 26  | Extremă stânga      | Nicoleta Rusu        | 26 februarie 1987      | 1,64 m   |          |        | CSM Slatina |
| 27  | Pivot               | Lorena Ostase        | 25 iulie 1997          | 1,79 m   |          |        | CSM Slatina |
| 51  | Centru/Inter stânga | Angela Todorovska3)  | 5 iunie 1996           | 1,75 m   |          |        | CSM Slatina |
| 66  | Inter stânga        | Iulia Andrei         | 19 martie 1997         | 1,76 m   |          |        | CSM Slatina |
| 67  | Inter dreapta       | Ștefania Lazăr       | 15 aprilie 1989        | 1,77 m   |          |        | CSM Slatina |
| 86  | Inter stânga        | Clara Vădineanu      | 26 octombrie 1986      | 1,83 m   |          |        | CSM Slatina |
| 95  | Portar              | Lăcrămioara Stan     | 24 aprilie 1995        | 1,78 m   |          |        | CSM Slatina |

1) Penalizată, de către Comisia Centrală de Disciplină a FRH, cu 5.000 lei și suspendată pentru 6 luni, începând cu data de 22 august 2018. Ulterior, în urma apelului, sancțiunea a fost redusă la o penalitate de 2.500 lei și suspendare pentru o lună;
2) Transferată, în noiembrie 2018, de la CSM Roman;
3) Împrumutată, în noiembrie 2018, la CS Dacia Mioveni 2012;

### HC Zalău
Antrenor principal:  Gheorghe Tadici
Antrenor secund:  Elena Tadici
| Nr. | Post            | Nume                       | Data nașterii (vârsta) | Înălțime | Selecții | Goluri | Echipă   |
| --- | --------------- | -------------------------- | ---------------------- | -------- | -------- | ------ | -------- |
| 1   | Portar          | Raluca Kelemen             | 24 februarie 1998      | 1,80 m   |          |        | HC Zalău |
| 3   | Centru          | Diana Nichitean            | 11 martie 1998         | 1,80 m   |          |        | HC Zalău |
| 5   | Inter stânga    | Alexandra Severin          | 30 martie 1998         | 1,77 m   |          |        | HC Zalău |
| 6   | Centru          | Daniela Corban1)           | 5 februarie 1996       | 1,68 m   |          |        | HC Zalău |
| 8   | Extremă dreapta | Cristiana Nica             | 28 octombrie 1987      | 1,65 m   |          |        | HC Zalău |
| 9   | Extremă dreapta | Andrada Mihalcea           | 20 octombrie 1990      | 1,74 m   |          |        | HC Zalău |
| 10  | Extremă stânga  | Valentina Panici (căpitan) | 1 ianuarie 1988        | 1,65 m   |          |        | HC Zalău |
| 11  | Pivot           | Raluca Irimia              | 4 februarie 1990       | 1,81 m   |          |        | HC Zalău |
| 12  | Portar          | Paula Teodorescu           | 26 martie 1984         | 1,78 m   |          |        | HC Zalău |
| 14  | Pivot           | Dana Abed-Kader            | 21 iunie 1996          | 1,74 m   |          |        | HC Zalău |
| 15  | Extremă stânga  | Andreea Mihart             | 11 noiembrie 1999      | 1,72 m   |          |        | HC Zalău |
| 16  | Portar          | Cristina Lung3)            | 4 ianuarie 2000        | 1,85 m   |          |        | HC Zalău |
| 17  | Inter dreapta   | Bianca Berbece             | 26 octombrie 1999      | 1,83 m   |          |        | HC Zalău |
| 18  | Centru          | Roxana Szőlősi             | 29 mai 1992            | 1,73 m   |          |        | HC Zalău |
| 19  | Inter stânga    | Aleksandra Prikop          | 25 ianuarie 1999       | 1,83 m   |          |        | HC Zalău |
| 20  | Inter stânga    | Claudia Constantinescu4)   | 18 iunie 1994          | 1,78 m   |          |        | HC Zalău |
| 21  | Portar          | Adina Sabău5)              | 12 februarie 1997      | 1,83 m   |          |        | HC Zalău |
| 22  | Inter stânga    | Andreea Stângă2)           | 6 aprilie 1998         | 1,87 m   |          |        | HC Zalău |
| 22  | Inter stânga    | Sabrina Lazea5)            | 1 noiembrie 1997       | 1,80 m   |          |        | HC Zalău |
| 23  | Pivot           | Teodora Popescu            | 7 noiembrie 1998       | 1,75 m   |          |        | HC Zalău |

1) Transferată, pe 8 noiembrie 2018, de la CSM Roman;
2) Contract reziliat în noiembrie 2018;
3) Contract reziliat în noiembrie 2018;
4) Transferată, pe 21 ianuarie 2019, la CSM București;
5) Împrumutate, din septembrie 2018 până în ianuarie 2019, la CS Universitar Oradea;